# Moussa Konaté
 Pape Moussa Konaté  (M'Bour, Senegal, 3 de abril de 1993) es un futbolista senegalés. Juega de delantero y su equipo es el Bourges Foot 18 del Championnat National 2.

## Selección nacional
Participó en los Juegos Olímpicos de Londres 2012 con la selección sub-23 de Senegal, jugando 4 partidos y anotando 5 goles.
Ha sido internacional con la selección de fútbol de Senegal en 33 ocasiones, anotando 11 goles.

## Clubes
| Club                        | País    | Año       |
| --------------------------- | ------- | --------- |
| Maccabi Tel Aviv F. C.      | Israel  | 2011-2012 |
| F. C. Krasnodar             | Rusia   | 2012-2014 |
| Genoa C. F. C. (cedido)     | Italia  | 2013-2014 |
| F. C. Sion                  | Suiza   | 2014-2017 |
| Amiens S. C.                | Francia | 2017-2020 |
| Dijon F. C. O.              | Francia | 2020-2023 |
| Espérance de Tunis (cedido) | Túnez   | 2021-2022 |
| Sivasspor (cedido)          | Turquía | 2022      |
| F. C. Dinamo Batumi         | Georgia | 2023      |
| Bourges Foot 18             | Francia | 2023-     |

## Palmarés

### Títulos nacionales
| Título          | Club       | País    | Año  |
| --------------- | ---------- | ------- | ---- |
| Copa de Suiza   | F. C. Sion | Suiza   | 2015 |
| Copa de Turquía | Sivasspor  | Turquía | 2022 |